# Levesville-la-Chenard

Levesville-la-Chenard este o comună în departamentul Eure-et-Loir, Franța. În 1 ianuarie 2022 avea o populație de 235 de locuitori.